# Desa Patemon (administrativ by i Indonesien, Jawa Barat, lat -7,86, long 113,76)
Desa Patemon är en administrativ by i Indonesien.   Den ligger i provinsen Jawa Barat, i den västra delen av landet, 800 km öster om huvudstaden Jakarta.